# Wilson Bluff
Das Wilson Bluff ist ein großes, an der Gipfelkante abgeflachtes und bis zu 2083 m hohes Felsenkliff im ostantarktischen Mac-Robertson-Land. Es liegt am Kopfende des Lambert-Gletschers und 26 km westnordwestlich des Mount Borland. Die Formation hat eine Ausdehnung von 8 km² und ist gekennzeichnet durch eine sich über mehrere Kilometer nach Nordosten erstreckende Moräne.
Kartiert wurde das Kliff anhand von Luftaufnahmen, die 1956 im Rahmen der Australian National Antarctic Research Expeditions entstanden. 1958 besuchte es eine luftunterstützte Mannschaft um den australischen Geodäten Graham Alexander Knuckey (1934–1969). Das Antarctic Names Committee of Australia (ANCA) benannte die Formation nach Hugh Overend Wilson (1924–1959), Leutnant der Royal Australian Air Force und Pilot auf der Mawson-Station im Jahr 1958, der kurze Zeit nach seiner Rückkehr nach Australien bei einem Flugzeugunglück ums Leben gekommen war.